# Bhadravarman IV
Bhadravarman IV est un roi de la VIIIe Dynastie du royaume de Champā il règne en 1060-1061.

## Contexte
Bhadravarman est le fils et successeur de Jaya Paramesvaravarman. Il n'est connu que par la mention qu'en fait son frère et successeur Rudravarman III qui précise qu'il a envoyé un tribut à l'Empereur de Chine composé d'éléphants domestiqués,.

## Source
- Georges Maspero Le Royaume De Champa. T'oung Pao, Second Series, Vol. 12, No. 2 (1911) Chapitre VI (Suite) Dynastie IX 1044-1074 p. 236 JSTOR, www.jstor.org/stable/4526131. Consulté le 26 décembre 2020.